# 가시검은딱새

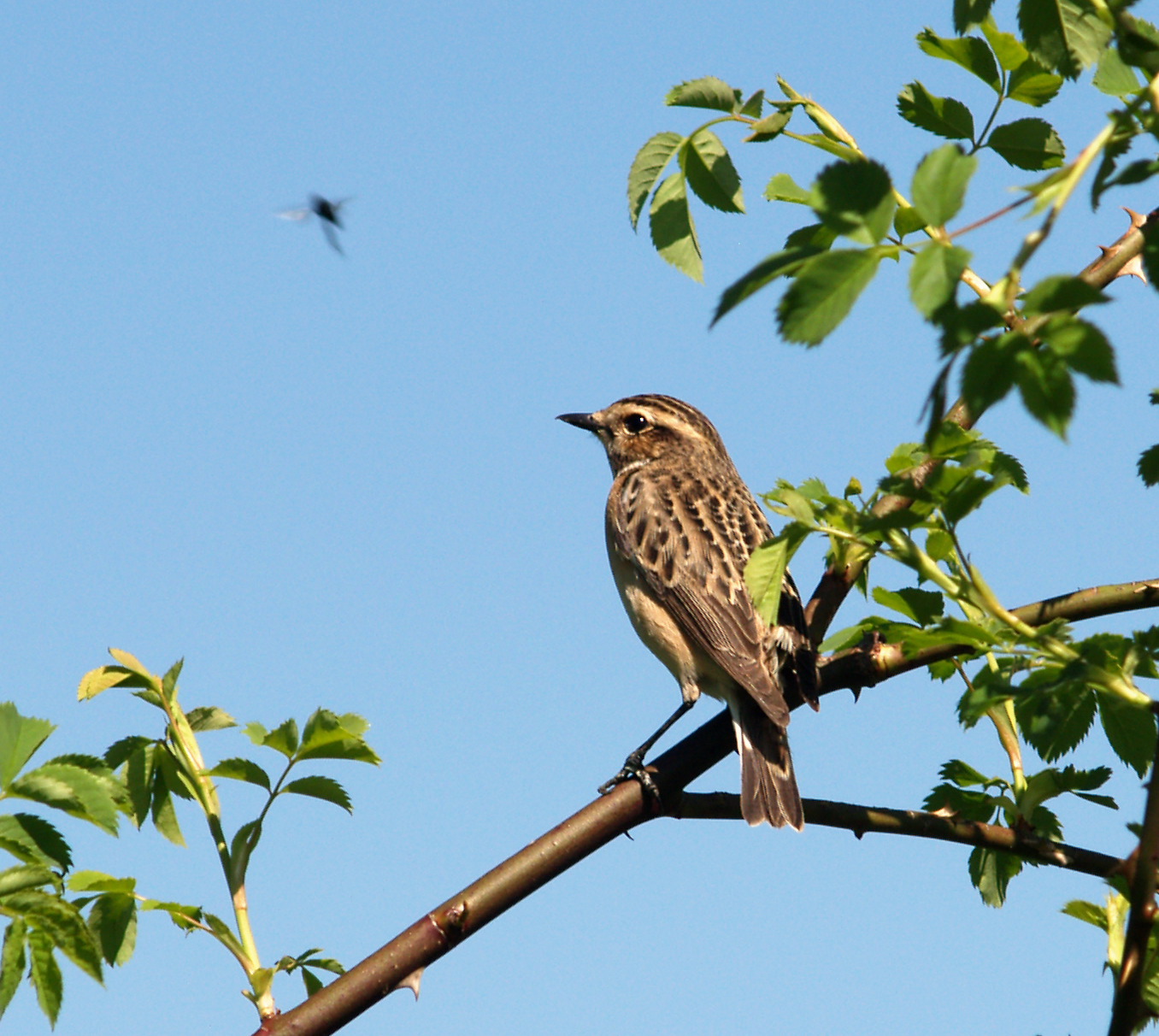
독일의 다 큰 암컷

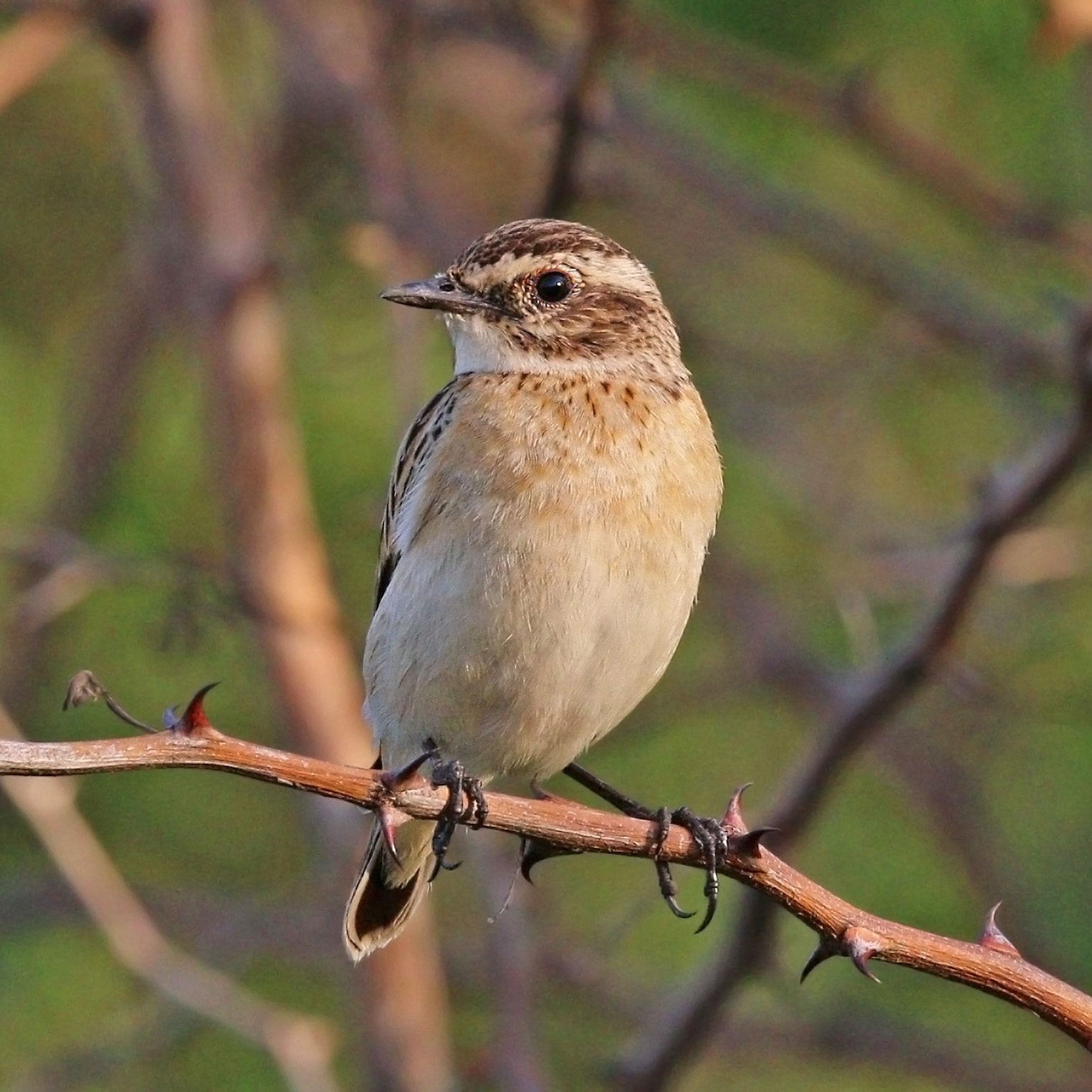
우간다의 다 큰 암컷

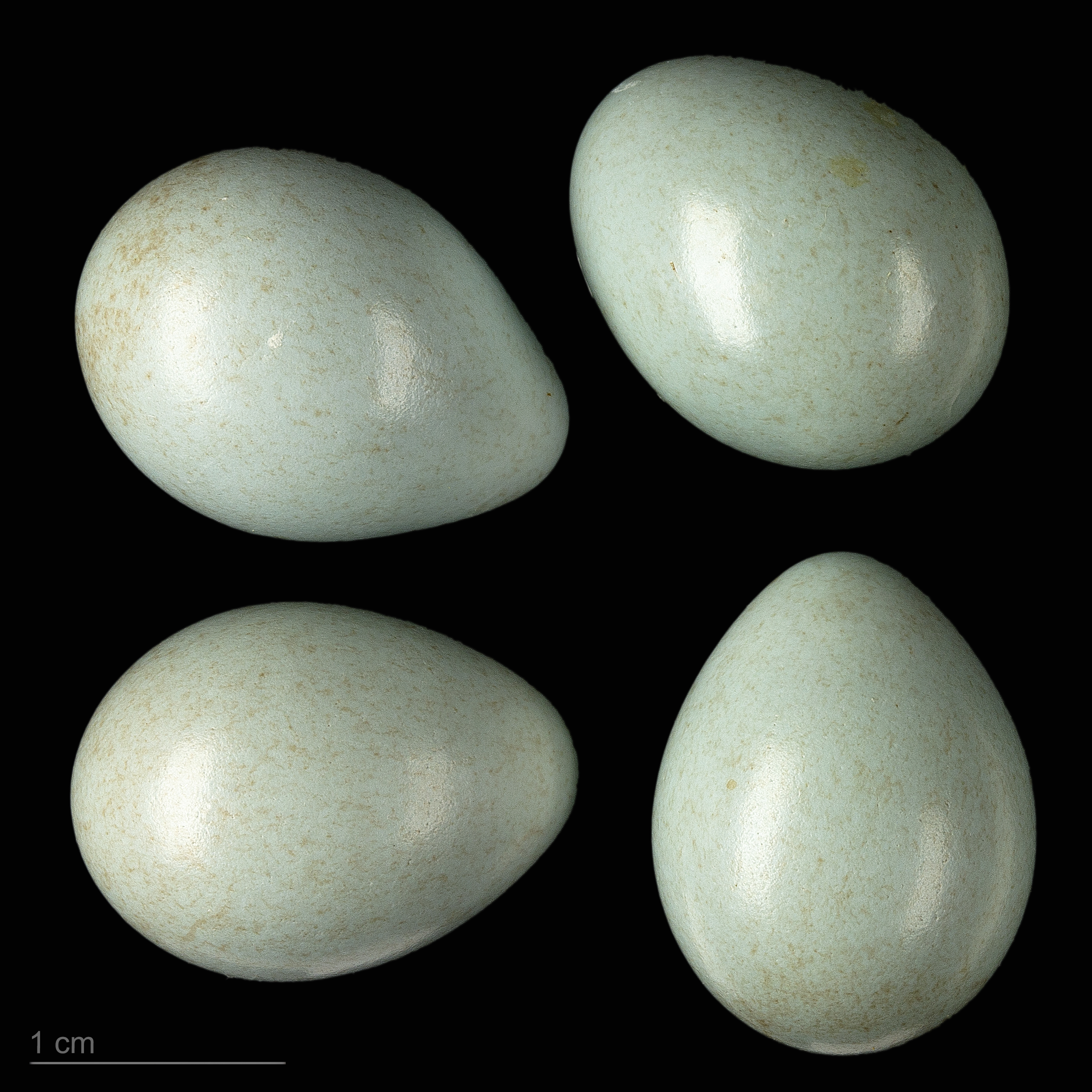
Saxicola rubetra

가시검은딱새(whinchat, 학명: Saxicola rubetra)는 유럽과 아시아 서부에서 번식하고 중앙 아프리카에서 겨울을 나는 조그마한 참새목 철새이다. 한때 개똥지빠귀과로 간주되었으나 지금은 딱새과로 분류되어 있다. 암컷, 수컷 모두 눈썹이 드세고, 윗부분이 갈색이며 목과 가슴 부분의 색은 창백하며 창백한 담황색에서 흰 색의 배를 지녔고 바깥 꼬리털까지 흰 바탕에 검은 꼬리를 가졌으나 짝짓기 시기에 수컷의 목과 가슴은 주황색~담황색을 띈다.
가시검은딱새는 혿종이며 작은 관목, 거친 초목이 있는 개방되고 풀이 많은 나라를 선호한다. 높은 곳에 걸터 앉아 자신들의 식단이 되는 곤충과 다른 조그마한 무척추동물을 잡아챌 준비를 한다. 둥지는 암컷에 의해 촘촘한 초목 안의 땅바닥 위에 만들어지며 4~7개의 알을 낳는다. 암컷은 알을 대략 13일 동안 품으며 두 부모새 모두 어린 새를 먹인다. 가시검은딱새는 수많은 지역에서 볼 수 있는 흔한 종으로, 국제 자연 보전 연맹은 이 새를 관심대상종으로 분류하였다.
번식기에는 북유럽 일대, 영국, 아일랜드, 튀르키예, 그리스와 동유럽 전역 등의 유라시아 지역에서 서식한다. 이동 시기가 오면 가시검은딱새들은 적도 부근의 중앙아프리카 지역으로 이동한다.